# Ring of Changes
Ring Of Changes è il dodicesimo album della band rock britannica Barclay James Harvest, pubblicato nel 1983.

## Formazione
- John Lees / voce, chitarra
- Les Holroyd / voce, basso, chitarra, tastiera
- Mel Pritchard / batteria

- Bias Boshell / tastiera
- Kevin McAlea / tastiera
- Henry Morris / voce
- The New World Philharmonic Orchestra
- Pip Williams / arrangiamenti orchestrali

## Tracce
1. Fifties Child (4:18)
2. Looking From The Outside (5:17)
3. Teenage Heart (4:30)
4. High Wire (5:04)
5. Midnight Drug (5:13)
6. Waiting For The Right Time (6:19)
7. Just A Day Away (Forever Tomorrow) (4:12)
8. Paraiso Dos Cavalos (5:51)
9. Ring Of Changes (7:17)